# Nucky Thompson
Enoch Malachi "Nucky" Thompson è un personaggio immaginario dalla serie televisiva Boardwalk Empire - L'impero del crimine in onda sulla rete americana HBO e in Italia su Sky Cinema 1. Interpretato da Steve Buscemi, si basa sul politico Enoch L. Johnson. 
Nucky è impiegato come tesoriere di Atlantic City, ma in realtà dietro il politico si nasconde un potente boss criminale che controlla l'intera regione.

## Prima stagione
La serie si apre il 31 dicembre 1919, il giorno prima dell'entrata in vigore del proibizionismo. Lo si vede festeggiare con altri politici locali sulla quantità di soldi che ora potranno fare con il contrabbando di liquori. Nucky conduce i suoi affari dal piano superiore dell'Hotel Ritz e fa fortuna col contrabbando e con altre attività criminali che si svolgono nel suo territorio.
Nella prima stagione, Nucky è assistito dal fratello più giovane Eli, che lavora come sceriffo della contea, e da James "Jimmy" Darmody suo autista/guardia del corpo che Nucky considera come un figlio. Il loro rapporto diventa conflittuale a causa di una rapina commessa da Jimmy su propria iniziativa (con complice un giovane Al Capone) che manda Nucky su tutte le furie.
Nucky, vedovo da alcuni anni, dà inizio a una relazione con Margareth Schroeder, una vedova ricorsa a lui chiedendo aiuto perché stanca delle continue percosse da parte del marito. Dopo essersi sbarazzato del marito (Margareth ignora che l'ordine dell'omicidio provenga da Thompson), Nucky si innamora di lei e dei suoi due bambini e vanno a vivere con lui.
Margaret è spesso in conflitto con sé stessa perché, pur essendo innamorata di Nucky, in fondo conosce la verità su di lui e sulle sue attività criminali.

## Seconda stagione
Nucky viene arrestato per frode elettorale e sospetta di un complotto ai suoi danni. Esce su cauzione, e inizia a indagare su chi lo abbia incastrato. Il suo ex protetto Jimmy Darmody, il Commodoro e suo fratello Eli progettano difatti un piano per potergli togliere Atlantic City con Jimmy che ambisce a essere boss della città. Nel frattempo arriva Esther Randolph, un nuovo assistente procuratore distrettuale con l'intento di mettere il tesoriere della città dietro le sbarre, avvalendosi della testimonianza di Eli e delle indagini intraprese da Van Alden prima di lei. Nucky riesce a risolvere parte del problema fornendo ai federali delle prove dell'omicidio di Van Alden svoltosi un anno prima ai danni di un suo collega, poiché corrotto dal boss, ed evita così la sua testimonianza al processo poiché l'agente, avute le prove della sua colpevolezza, scappa e va a vivere a Cicero sotto falso nome. Sfugge a un attentato in pieno giorno salvato dal suo maggiordomo Eddie Kessler e vola a Belfast per preparare la controffensiva a Jimmy. In Irlanda fornisce armi al posto di liquori, che rivende poi a metà prezzo rispetto agli alcolici di Jimmy, traendone ingenti profitti. Jimmy intanto perde il controllo della situazione ad Atlantic City e, tramite Chalky White, fissa un armistizio con Nucky per risistemare le cose. L'accordo prevede l'assassinio da parte del giovane di un testimone chiave al processo di Nucky in cambio della consegna di Manny Horwitz, un macellaio ebreo che in precedenza aveva ucciso la moglie di Jimmy. Nucky accetta e giorni dopo esce indenne dal processo per via del patto preso col ragazzo. Ciò non basta a ristabilire la pace, e, in base a un nuovo appuntamento con lui per consegnargli Horwitz, Nucky uccide Jimmy sotto una pioggia a dirotto al Memorial War Atlantic. Infine prende accordi con Eli: due anni di carcere come risarcimento per aver complottato anch'egli contro di lui ed evitare così altre indagini a suo carico. Nucky provvederà personalmente al sostentamento economico della sua famiglia. Mucky e Margaret si sposano.

## Terza stagione
Nucky inaugura l'anno nuovo imponendo regole nuove ai suoi soci in affari: Arnold Rothstein sarà il suo unico cliente per acquistare alcol. La cosa fa andare su tutte le furie Gyp Rosetti, un boss siciliano giunto alla sua festa di Capodanno per acquistare i suoi alcolici e giunto nel New Jersey gli manda successivamente a monte i rifornimenti destinati a Rothstein. Nucky, che sta festeggiando il Capodanno con la sua nuova amante non riesce ad intervenire. La mancata spedizione del carico scatena la reazione nervosa di Nucky che ordina ai suoi uomini di non passare più al distributore di benzina sul confine e di raggiungere New York tagliando per vie secondarie. Ma Eli, da poco scontata la pena dal carcere e ora dedito allo scarico di liquori sotto il controllo di Mickey Doyle, fiuta odore di trappola. Nucky però non gli dà ascolto. Deve fare i conti poi con Rothstein per il suo mancato arrivo di alcolici, con Margareth, che scopre la sua nuova relazione ed infine con Esther Randolf, l'aiuto procuratore distrettuale tornata alla carica per poterlo incastrare. Promuove in seguito Eli a suo assistente dopo aver scoperto grazie a lui che dietro il blocco dei liquori a New Jersey vi è Gyp Rosetti, che nel frattempo prende accordi con Masseria per far guerra a Nucky e sottrargli la sua città. Sfuggito a un attentato ordito dal boss siciliano che manda a pezzi Babette, il suo locale, Nucky, stordito per l'esplosione e febbricitante, prepara l'offensiva, radunando tutti i suoi soci e mandando il suo autista, Owen Sleater, ad uccidere Masseria, morendo nel tentativo. I suoi soci in affari, tuttavia, con Rothstein su tutti, gli negano l'appoggio. L'unico socio che gli resta contro Rosetti resta Chalky, ove si reca dopo esser sfuggito ad un altro attentato per mano degli uomini di Gyp, con il suo maggiordomo Eddie gravemente ferito in una sparatoria. Chalky gli offre aiuto e convoca Samuel Crawford, il suo futuro genero, per poter estrarre la pallottola dal corpo del suo maggiordomo, ma alla fine della guerra contro Rosetti gli chiede come compenso il locale distrutto dall'attentato. Eli intanto vola a Chicago per ottenere, riuscendovi, l'appoggio di Al Capone. Chiusi dentro una fucina di legno i due Thompson preparano l'attacco definitivo a Rosetti, ma devono vedersela con le frizioni vigenti tra i due gruppi di gangster che gli danno man forte, quello di Chalky da un lato, e quello di Al Capone dall'altro. 
Nucky incarica Gilian di trattenere Rosetti nelle sue stanze del bordello e allo stesso tempo, riesce a convincere Joe Masseria a fargli ritirare l'appoggio. Poi Chalky, Al Capone ed i loro uomini tendono un'imboscata eliminando gli uomini di Masseria che rientravano a New York. Corrompe poi uno degli uomini più fidati di Gyp per ucciderlo a patto di tener salva la propria vita. Nucky riesce così a riprendere Atlantic City ma non Margaret, che dice di no alla sua proposta di riprendere la loro relazione.

## Quarta stagione
Nucky prende accordi di pace con Masseria e Rothstein e aiuta successivamente Chalky a risolvere il suo problema, dove per colpa dell'assassinio di un impresario di spettacolo per mano del suo aiutante, Dunn Purnsley, e del socio della vittima, si ritrova senza gente da esibire nel suo locale.
Vola poi a Tampa per affari legati a dei lotti di terreno, ma sentendo puzza di fregatura, vi rinuncia, per poi ripensarci e proporre l'affare a Rothstein. Lì conosce Sally Wheet, una smaliziata barista con la quale intreccerà una relazione. Torna ad Atlantic City, e dopo una serata passata a spennare Rothstein a poker, rinuncia a proporgli l'affare di Tampa per via della sua ossessione per la vittoria. Si fa avanti uno dei suoi protetti, Meyer Lansky, che accetta le condizioni di Nucky per entrare nell'affare.
Nel frattempo suo nipote Willy, studente del college viene arrestato per omicidio e Nucky smuove parte delle sue conoscenze per tirarlo fuori. Una volta rilasciato, il giovane lascia il college per lavorare su suo incarico nell'ufficio del sindaco, scatenando le ire del padre, suo fratello Eli.
Ritrova Sally a sorpresa nella sua città e la incarica di controllare il suo carico di alcolici diretto a Tampa. Giunti a destinazione la barista, ormai donna di Nucky, scopre che dentro le casse vi è dell'eroina, messa al suo interno grazie ad un accordo segreto tra il dr. Narcisse e Masseria. Nucky dà dunque ragione a Chalky, che da tempo lo aveva allertato del pericolo e aveva intrapreso una guerra contro chi la forniva, ossia Narcisse. Tuttavia si tira fuori dalla faida tra i due, dicendo a Chalky che la cessione del suo locale datagli alla fine della guerra con Gyp Rosetti, pareggia i conti dei favori resi. Gli presta comunque solidarietà quando viene ferito durante un agguato da lui stesso iniziato a Harlem e ordina al sindaco la sua fuga fuori città. Willy lo avvisa che il sindaco Bader, durante un'inaugurazione, si è trattenuto per più di un'ora con Narcisse. Nucky capisce che quest'ultimo ha in pugno anche il sindaco e non fa in tempo ad avvisare Chalky del pericolo, che però riesce a salvarsi e trovare rifugio insieme a Daughter ad Havre De Grace, dove alloggia il suo vecchio mentore Oscar Boneau.
Ancora preda dei federali cerca di capire grazie a una soffiata chi è la talpa nella sua organizzazione, altri non è che Eli. Da tempo pressato da Warren Knox, un federale senza scrupoli, Eli è obbligato a collaborare per non veder arrestato suo figlio Willy con l'accusa di omicidio. Mentre è a telefono con Sally, riceve la visita inaspettata in piena notte di Chalky, furioso per quanto avvenuto negli ultimi eventi. Convinto che per gli agguati che ha dovuto subire si sia messo d'accordo sottobanco con Narcisse, Nucky gli nega il vero e gli rassicura che entrambi vogliono la sua testa.
Incarica dunque Richard Harrow di ucciderlo, a seguito di un favore resogli precedentemente, poi fa i conti con Eli ed il suo tradimento. Sta per uccidere il fratello, ormai giunto alla resa, interviene però Willy e Nucky desiste, lasciando Eli al suo destino e a sbrigarsela da solo con i federali. 
Scappa infine a L'Havana con Sally assicurandosi di prendersi lui cura di Willy e della sua famiglia mentre Eli inizia a vivere clandestinamente a Chicago come esattore per conto di Al Capone.

## Quinta stagione
Passano sette anni e Nucky vive all'Avana con Sally e fa affari con la Bacardi Rum Company, ma vuole tornare ad Atlantic City, in un'America messa a tappeto dalla grande depressione. Ritrova Meyer Lansky e poi sfugge ad un attentato, salvato dalla sua nuova guardia del corpo Arquimedes.
L'incontro con Lansky non gli sembra un caso e vola ad Atlantic per chiedere aiuto a Johnny Torrio, boss ormai ritiratosi per capire chi abbia voluto eliminarlo. Fa la conoscenza ed entra in affari con Joseph Kennedy, il padre del futuro presidente americano. Ritrova poi Margareth, citata in giudizio dalla vedova di Rothstein per aver firmato ordini su azioni da acquistare sul conto del marito, rimasto ancora aperto dopo la sua morte, ed effettuate dal suo principale, che una volta esaurito e finito in bancarotta si suicida. Nucky accetta perché la vedova di Rothstein sa che lui e Margareth sono ancora sposati, e si offre di aiutarla per non finire in pasto alla stampa. Arriva poi ad un appuntamento organizzato da Torrio con Maranzano, ma il vecchio boss non si presenta e per lo più Nucky sfugge a una sparatoria, salvato anche stavolta da Arquimedes.
Capisce che Torrio è in combutta con Lansky e Luciano, boss in ascesa, e minaccia di prendere le loro vite. Nel frattempo perde la fidanzata Sally durante una rivolta in pieno svolgimento all'Avana. Ritrova poi Chalky, sfuggito di recente al carcere forzato e gli offre soldi e un posto dove alloggiare, mentre la polizia gli è alle costole. Dà inoltre informazioni sulla sua famiglia, trasferitasi in un'altra città, ma nega di sapere dov'è Narcisse. 
Nucky si prepara dunque alla guerra contro Luciano e dà il primo affondo facendo rapire Bugsy Siegel. Luciano a sua volta risponde sequestrando suo nipote William davanti al padre Eli, da poco rilasciato da un federale infiltrato nel clan di Al Capone con il quale collaborava per rubare al boss i libri contabili e metterlo alla sbarra. Eli giunge al capezzale del fratello spiegandogli l'accaduto ed insieme vanno da Lansky e Luciano per lo scambio dei due ostaggi. Nell'incontro, Siegel riesce a liberarsi facendo avere ancora a Luciano Willy come ostaggio. Nucky per il suo rilascio offre tutto quello che ha, più la vita di Maranzano. Puntualmente un manipolo di suoi uomini spacciandosi per funzionari dell'agenzia delle entrate irrompe negli uffici del boss siciliano con Eli a dargli il colpo di grazia.
Nel riprendere le sue cose e lasciare la città ormai in mano a Charlie Luciano, Nucky si rivede per l'ultima volta con Margareth, la quale ha risolto grazie a lui i problemi che aveva con la vedova di Rothstein, poi passa per l'ultima volta dal fratello, ormai disoccupato vivente in una monocamera, offrendogli dei soldi e consigliandolo di tornare da sua moglie June, malgrado l'avesse tradita con la moglie di Nelson Van Alden. Invia poi un fondo fiduciario per Gillian, in carcere da sette anni per via dell'omicidio di Roger, il suo ex amante, per quando verrà rilasciata.
Infine si imbatte in Joe Harper, un ragazzino già visto in precedenti occasioni, che rivela il suo vero nome: Tommy Darmody, figlio di Jimmy e nipote di Gillian. Tommy gli spara tre colpi, due al petto e uno sotto l'occhio sinistro, uccidendolo, prima di essere fermato da alcuni poliziotti. In punto di morte, Nucky ha una visione di sé stesso più giovane che nuota nell'oceano per catturare una moneta.

## Accoglienza
La serie ha avuto un notevole successo anche per l'ottima interpretazione di Steve Buscemi che ha ricevuto una nomination agli Emmy Award 2011 e ha vinto un Golden Globe per il miglior attore in una serie drammatica e un Screen Actors Guild Award.